# Альбрехт V (герцог Саксен-Лауэнбурга)
Альбрехт V (1330-е — не ранее 25 января 1366 и не позднее 15 ноября 1367) — герцог Саксен-Бергедорф-Мёльна с 1356 года до своей смерти.

## Биография
Средний сын герцога Альбрехта IV Саксен-Лауэнбургского и Беаты Шверинской, дочери Гунцелина VI, графа Шверинского. В 1356 году Альбрехт наследовал своему старшему брату Иоганну III как герцог Саксен-Бергедорф-Мёльна, части герцогства Саксен-Лауэнбург.
Испытывающий финансовые трудности Альбрехт V, после согласования со своим братом Эрихом III продал герршафт Мёльн городу Любек за 9737,50 любекских марок. Стороны договорились о выкупе обратно, однако, только герцогом или его наследниками лично, но не в качестве посредника для кого-то ещё. Любек считал это приобретение крайне важным, поскольку Мёльн был важным узлом для торговли (в особенности солью) между Брауншвейгом и Люнебургом (через Любек) и Скандинавией. Поэтому Любек снабдил Мёльн вооружённой охраной, поддерживающими закон и порядок на дорогах.
Тем временем экономный Альбрехт V обдумывал новые источники доходов. Поэтому Альбрехт и его двоюродный брат Эрих II Саксен-Ратцебург-Лауэнбургский договорились о том, чтобы разорить торговцев и других путешественников, проезжающих через их герцогства под Гамбургом. Так, в 1363 году город Гамбург и Адольф IX, граф Шауэнбурга и Гольштейн-Киля, при поддержке своего родственника князя-архиепископа Бремена Альбрехта II, освободили улицы к северо-востоку от города от разбойников Альбрехта V и Эриха II, захватив замок Альбрехта в Бергедорфе.
До 25 января 1366 года Альбрехт женился на Екатерине Верльской (ум. после 1402), дочери лорда Николая III, графа Верле. У Екатерины и Альбрехта не было детей, поэтому ему наследовал его младший брат Эрих III.